# ТЕС Рія

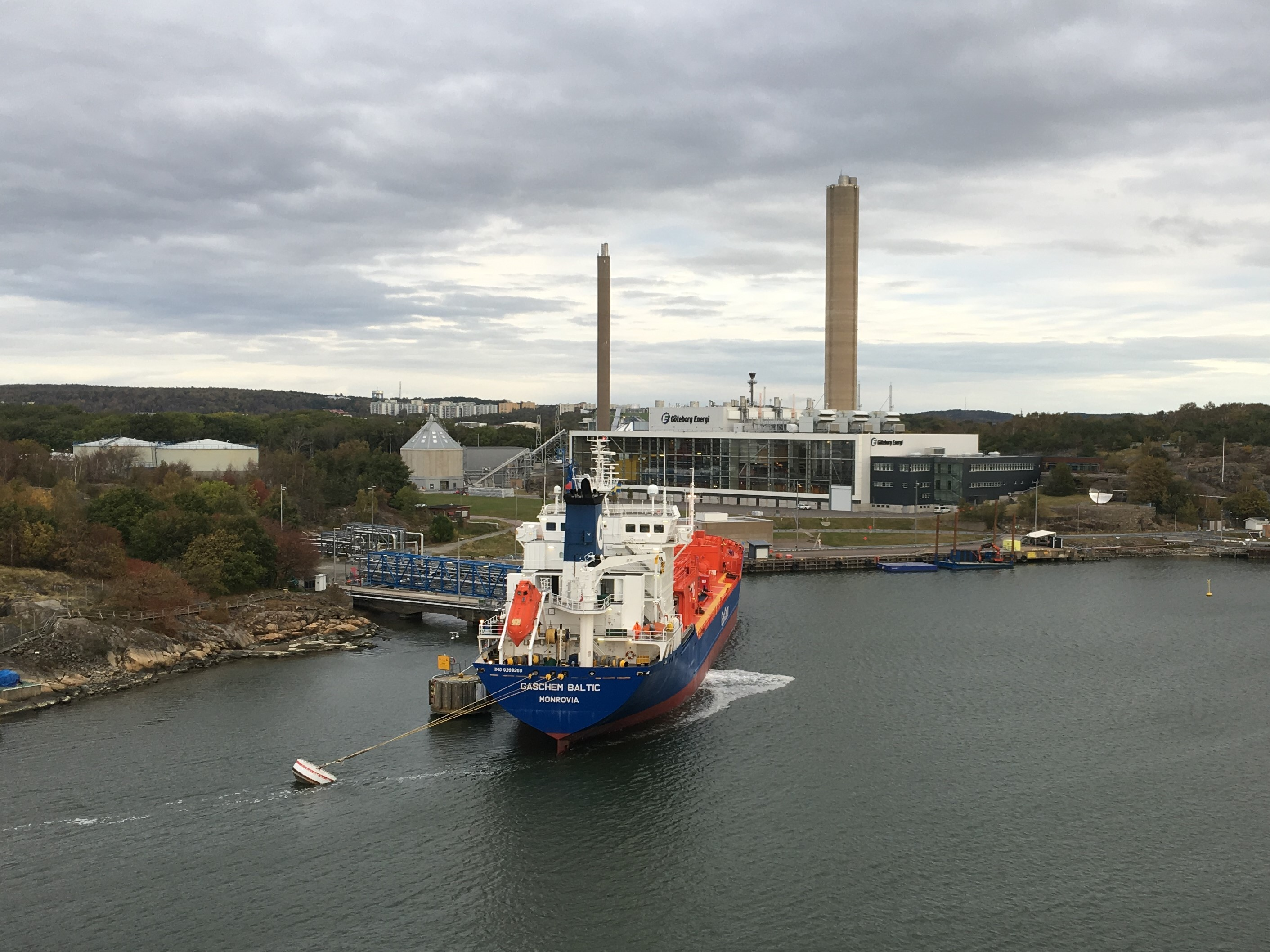
ТЕС Рія

ТЕС Рія (швед. Rya) — електростанція у шведському місті Гетеборг, споруджена за технологією комбінованого парогазового циклу. Стала першою ТЕС такого типу в країні.
Плани розвитку газової електроенергетики виникли у Швеції ще наприкінці 1980-х. На початку 1990-х навіть встигли прокласти газопровід із Данії, проте внаслідок пом'якшення позиції суспільства відносно АЕС подальшого розвитку газифікація тоді не отримала. Через більш ніж десятиліття, у 2006 році, ввели в експлуатацію першу газову електростанцію Рія, розташовану в промисловій зоні доків Гетеборгу.
У складі блоку Рія встановлено обладнання компанії Siemens: три газові турбіни SGT-800 по 45 МВт та 1 парова SST-900 DH потужністю 141 МВт. Окрім вироблення електроенергії, станція забезпечує теплопостачанням місцевих споживачів (теплова потужність 294 МВт). Завдяки цьому загальна паливна ефективність сягає 92,5 %.